# Stictopisthus floridanus
Stictopisthus floridanus är en stekelart som beskrevs av Dasch 1971. Stictopisthus floridanus ingår i släktet Stictopisthus och familjen brokparasitsteklar. Inga underarter finns listade i Catalogue of Life.